# 伊爾福夫縣
伊爾福夫縣（羅馬尼亞語：Judeţul Ilfov）是羅馬尼亞的一個縣，位於首都布加勒斯特周圍。面積1,583平方公里，人口542,704（2021年）。首府布加勒斯特。
下未設市，有8镇、31鄉。